# قصبة مستغانم
قصبة مستغانم وهي المدينة الأولى التي قامت على أنقاضها عاصمة الولاية، كما يعد هذا النسيج العمراني الذي يبلغ مساحته 120 هآ تحفة معمارية وذاكرة حية شاهدة على مختلف الفترات التاريخية التي عاشتها المنطقة.

## تقسيمات
تم تقسيم الفضاء المعني الى أربع مناطق حيث تضم :
1. حيي العرصة والمطمر
2. طبانة والدرب والقرية
3. تجديت والسويقة الفوقانية والسويقة التحتانية والمقصر وتيطلجين وقادوس المداح.
4. تشمل كل من وادي عين الصفراء و البحاير

## معالم القصبة
1. مسجد سيدي يحي
2. الجامع المريني
3. دار حميد العبد
4. دار القايد
5. دار المفتي
6. قصر الباي محمد الكبير
7. دار القاضي

وخمسة حمامات والسور و”باب البحر” و”باب الجراد” وكذا حصن هذا الأخير.

## معرض صور

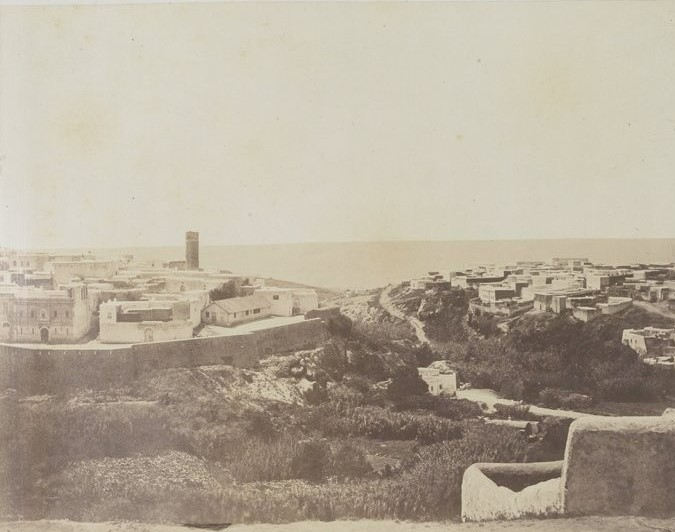
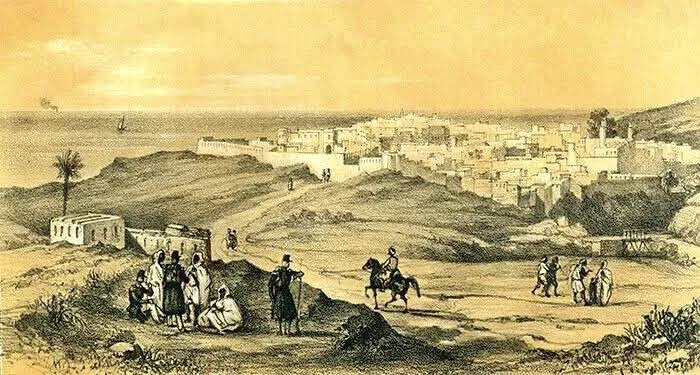
المدينة العتيقة في القرن 19م
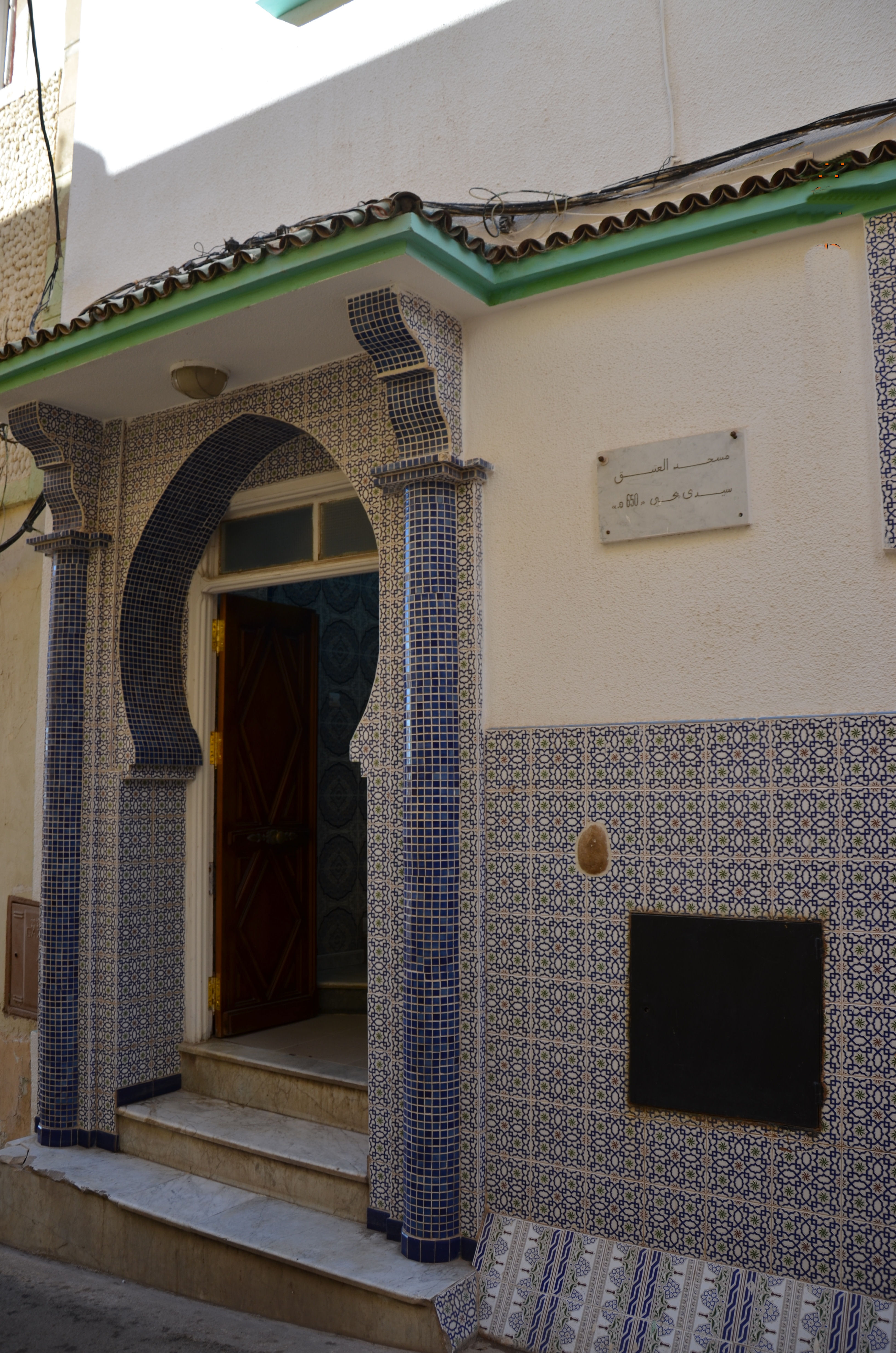
جامع سيدي يحي (مستغانم)
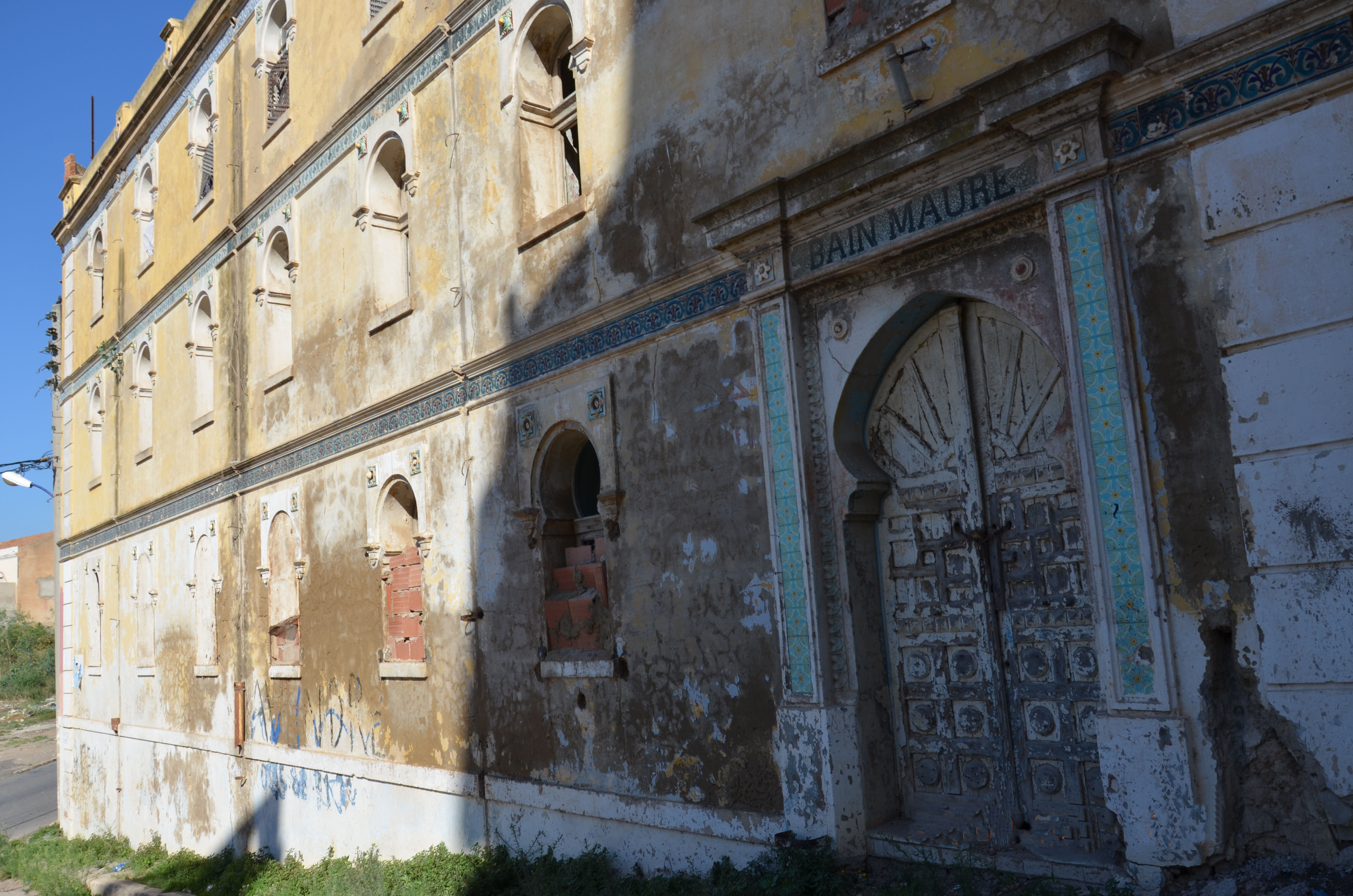
حمام المور
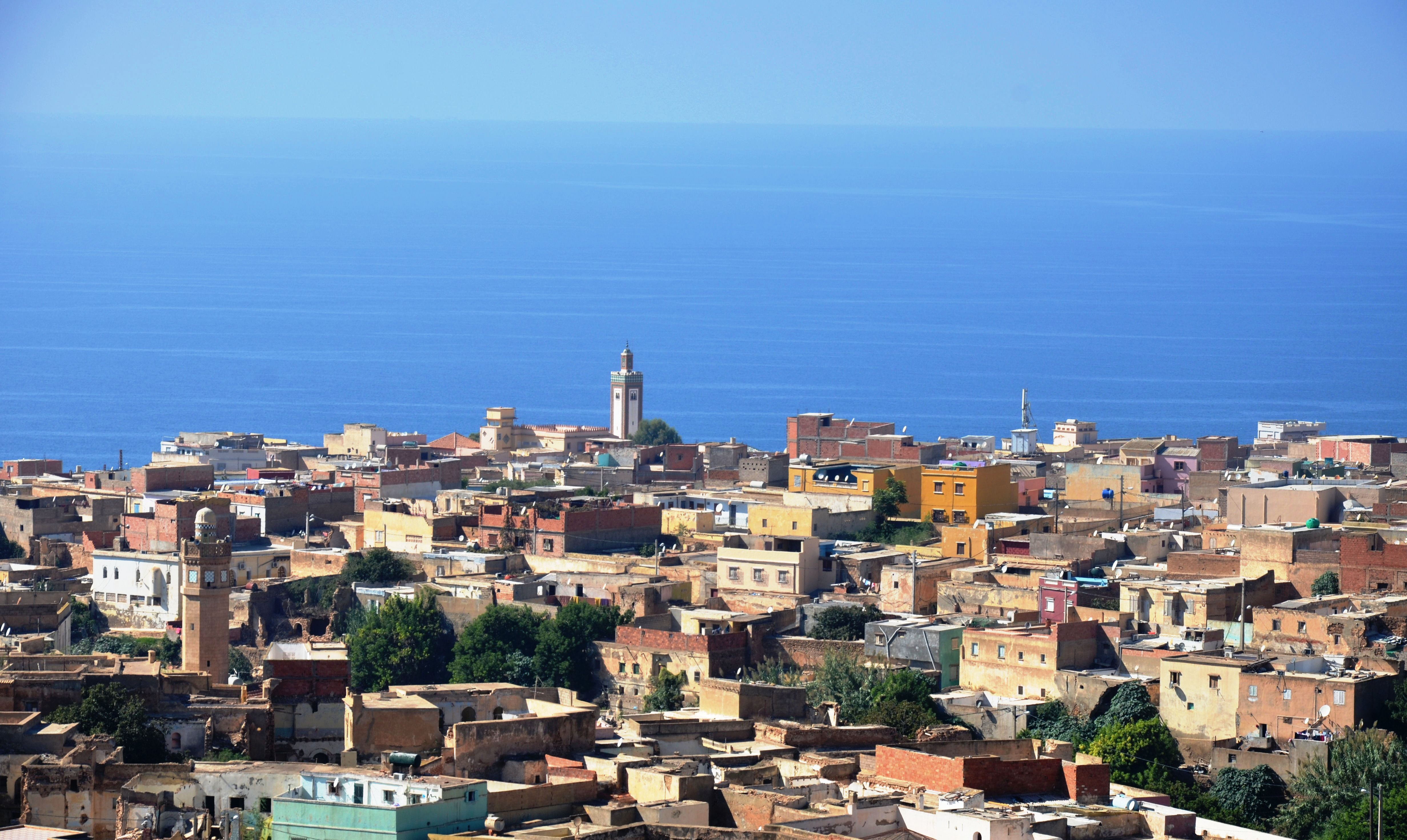
إطلالة على المدينة العتيقة
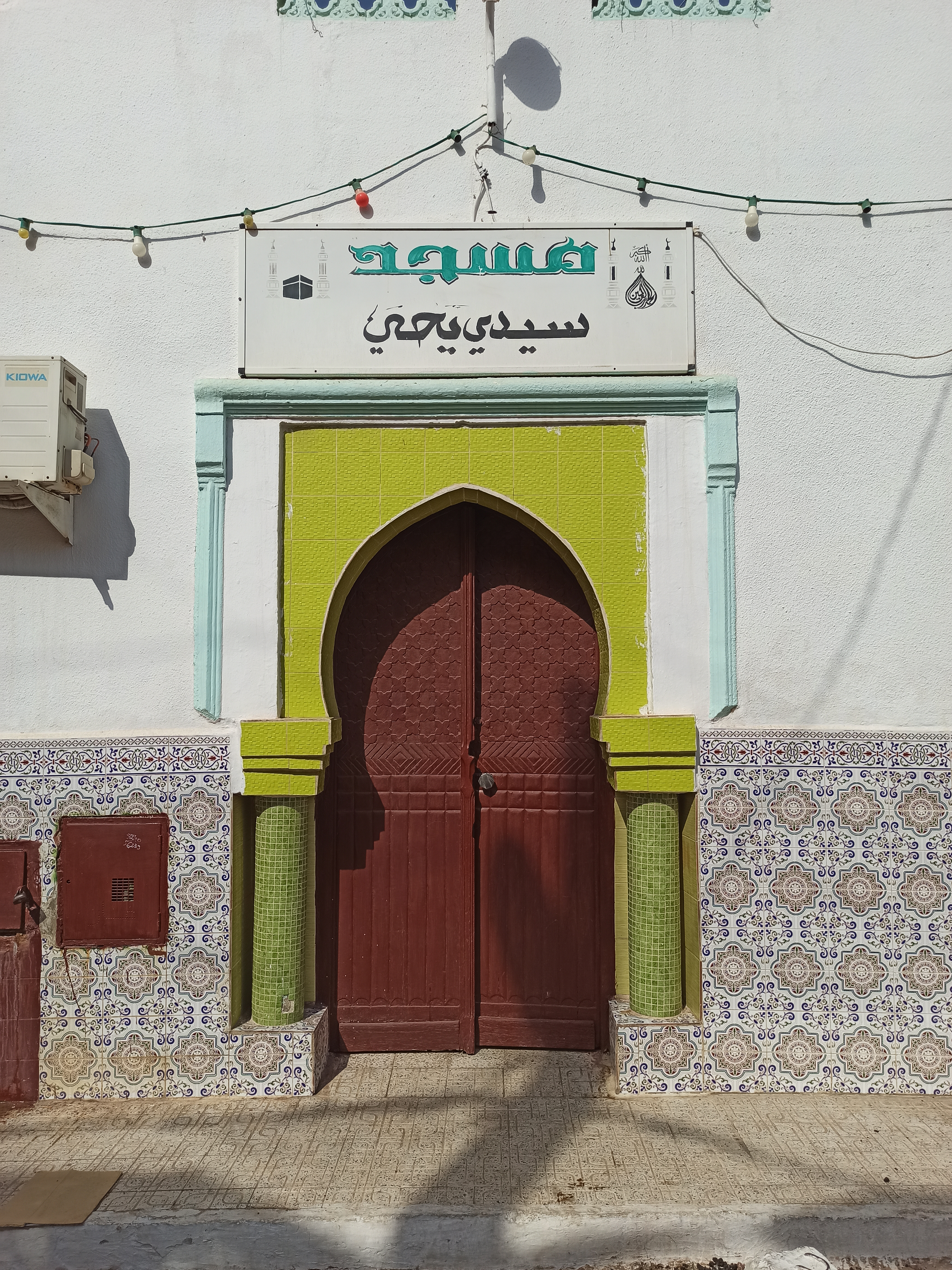
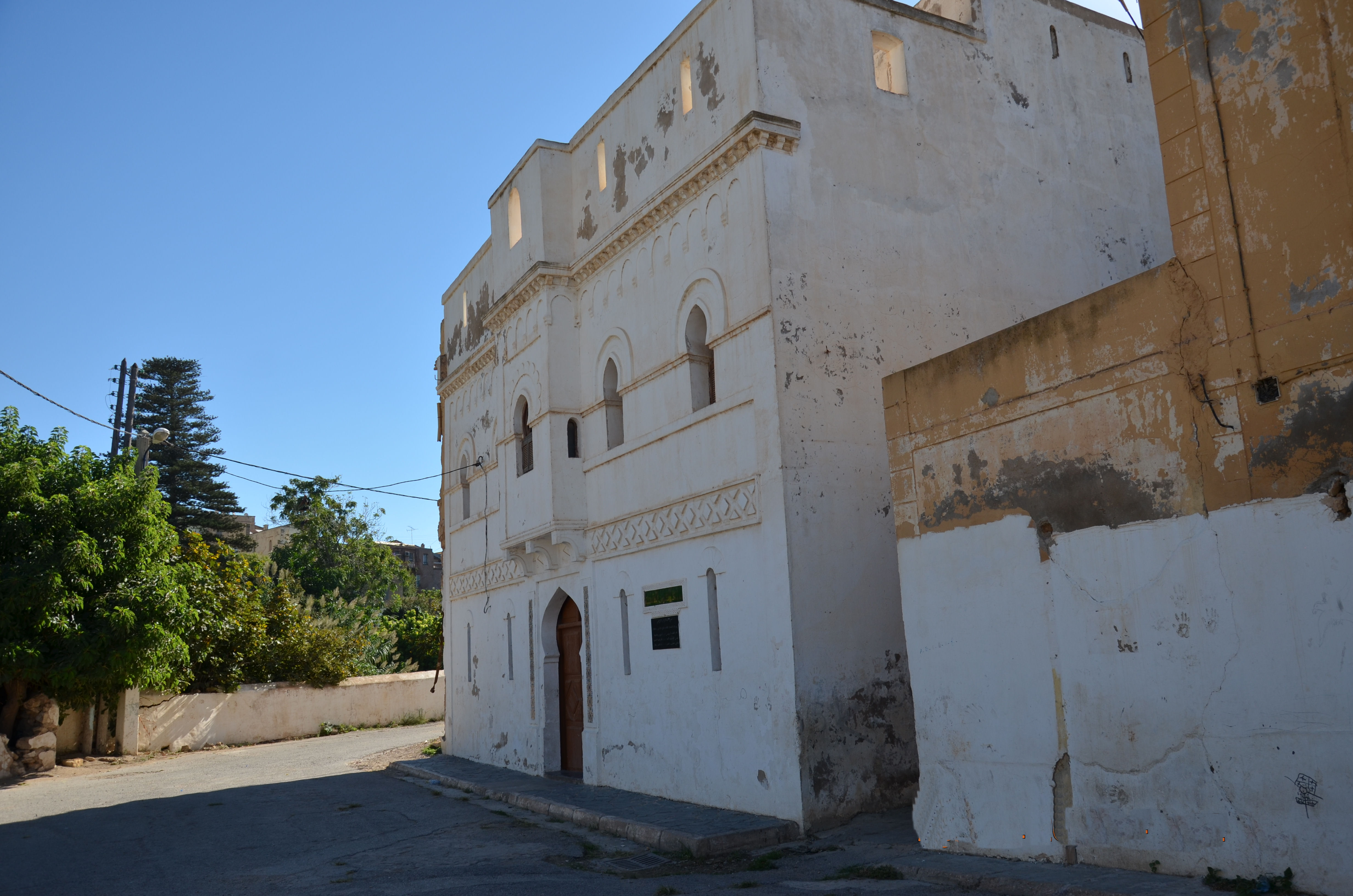
دار القايد